# Château de Sainte-Pallaye
Le château de Sainte-Pallaye est un château situé à Sainte-Pallaye, en France.

## Localisation
Le château est situé dans le département français de l'Yonne, sur la commune de Sainte-Pallaye.

## Historique
L'édifice est inscrit au titre des monuments historiques en 1991.